# Beata Ejzenhart
Beata Ejzenhart (Zara Ejzenhart-Ismayilov) ps. Bandytka – polska autorka tekstów piosenek, kompozytorka, producentka, piosenkarka i prawniczka.

## Życiorys
Ukończyła studia prawnicze.
Od 2013 roku jest autorką tekstów piosenek. Współpracowała między innymi z takimi artystami jak: Doda, Tomek Lubert (Virgin), Sylwia Przybysz, Sebastian Piekarek (IRA), Piotr Konca (IRA), Mark Tysper, Patryk Kumór, Greig Watts (DWB Music), Pete Barringer, Dżaga, DJ Adamus, Jacek Dewódzki (Dżem), Marek Hojda (Emigranci), Milla Falls, Mariusz Totoszko (Volver), Saszan, Mafia Mike (Wet Fingers, MIYO), Andrzej Cierniewski, Marie Napieralska, Aleksandra Jabłonka (Alexandra), Kasia Nova, czy Iwona Węgrowska.
Jako wokalistka i autorka tekstów we własnym materiale zadebiutowała singlem „Złodziejka” w 2014 roku (pod pseudonimem Lena B). Jako Bandytka swój debiut odnotowała w październiku 2016, kiedy w sieci ukazał się teledysk do utworu „Drogowskazy”. Drugi singiel „Schowałam” miał swoją premierę 10 marca 2017 roku. Wszystkie utwory gościły na antenie polskich i zagranicznych stacji radiowych i telewizyjnych, m.in., Radia Eska, RMF Maxxx, 4fun.tv, czy Eska TV.
Od 2014 roku jest członkinią Stowarzyszenia Autorów ZAiKS (delegatka na Zjazd w latach 2017–2022, 2022–2026) i STOART, a od 2022 zastępcą sekretarza Komisji Rewizyjnej ZAiKS, Członkini Zarządu Sekcji D – Autorów Utworów Literackich Małych Form ZAiKS.
Od lipca 2019 roku jest członkinią Rady Fundacji Music Export Poland.
W czerwcu 2024 po siedmioletniej przerwie ukazał się jej autorski singiel "Jakkolwiek" w kooperacji z producentem Gabrielem Delgado.
Od września 2024 redaktor naczelna magazyny BEE.
Od stycznia 2019 roku jest redaktor naczelną magazynu M MAG.

## Dyskografia

### Autorskie single
| Rok            | Informacje o singlu | Pseudonim artystyczny |
| -------------- | --- | --------------------- |
| 2014 2016 2017 | Złodziejka - Wydany: 27 września 2014 - Wydawca: Nu Age Music - Format: digital download Drogowskazy - Wydany: 11 października 2016 - Wydawca: Camey Records - Format: digital download Schowałam - Wydany: 10 marca 2017 - Wydawca: Camey Records - Format: digital download | Lena B Bandytka       |

### Teledyski
- 2016 – Drogowskazy
- 2017 – Schowałam

### Autorka tekstów w singlach innych wykonawców
- 2014 – Saszan: Świat jest nasz (z albumu „RSP”)
- 2014 – MONA$ ft. Patryk Kumór: W sieci s@motni[11]featuring S@motność w sieci by Janusz Leon Wiśniewski
- 2014 – Dj Adamus: Od nowa
- 2014 – Wojciech Ezzat: Horyzont marzeń
- 2014 - Rafał Radomski: Dystans
- 2015 – Helenka: Weź mnie na lody
- 2015 – Iwona Węgrowska: Licznik strat
- 2015 – Morpho: Porzucony (z albumu „Retrybucja”)
- 2015 – Iwona Węgrowska: Biegnijmy w stronę słońca
- 2016 – Morpho: Retrybucja (z albumu „Retrybucja”)[12]
- 2016 – Morpho: Dawno temu (z albumu „Retrybucja”)
- 2016 – Morpho: Samotni (z albumu „Retrybucja”)[12]
- 2017 – Kasia Nova: Zamykam serce[12]
- 2017 – Morpho: Narnia (z albumu „Retrybucja”)
- 2018 – Dziku: Lubię cię
- 2018 – Justyna Sawicka: Niezgoda[12]
- 2018 – Ewa Urban: Ludzka rzecz[12]
- 2018 – Dżaga: Always & forever[12]
- 2018 – Dj Refresh, Jakob Malibu ft. Charlie H. & Olivia Fok: Idą święta[12]
- 2019 – Dziku: Chcę cofnąć czas
- 2019 – Blondi: Zouza
- 2019 – Dominika Komiago: Ucieknijmy razem[12]
- 2019 – Sylwia Przybysz: Va Banque
- 2019 – Aga Dyk: S.O.S.
- 2020 – Dziku: Czekam na deszcz
- 2020 – Młody Czuux: Troja[13]
- 2020 – Sylwia Przybysz: Geografia[14]
- 2020 – Młody Czuux: Lizak
- 2020 – Sylwia Przybysz: Anioły[15]
- 2020 – Młody Czuux: Love is Love
- 2020 – Bracia Tybori: Asyria
- 2020 – Bracia Tybori: Yin Yang[16]
- 2021 – Pablo Tybori: Kwiat Pustyni[17]
- 2021 – Julia Sereda: Nie wiem jak[18]
- 2021 – Lil Masti: Uległa[19]
- 2021 – Aleksander Siczek: Duchy Miasta[20]
- 2021 – Aga Dyk: Vanilla Sky[21]
- 2021 – Ola Kędra: Złe języki[22]
- 2021 – Czuux: Bierz co chcesz[23]
- 2021 – Dominika Komiago: Chwile[24]
- 2021 – Czuux: O co ci chodzi 2[25]
- 2022 – Czuux: Mordo jest git
- 2022 – Marcin Szczurski: Moonlight[26]
- 2022 – Carla: Feniks[27]
- 2022 – Małgorzata Dzikołowska: Psalm dzieci wojny / псалом дітей війни[28]
- 2022 – Wojciech Paszkiewicz: Serce gotowe[29]
- 2022 – Marcin Szczurski: Mój dom płonie / мій дім горить[30]
- 2022 – Armando: Chwile ulotne[31]
- 2022 – Dziku: Za nich i za nas[32]
- 2022 – Lubert/Strzelba: Ogień[33]
- 2023 – Kinga Zawodnik: Czyste serce
- 2023 – Niki Wiench - Red Flag[34]
- 2023 – Lubert/Strzelba: Money, money[35]
- 2023 – Klaudiaxzc - Miami
- 2024 – Kinga Zawodnik: Świat jest lepszy
- 2024 – TSO: Ty masz moc [piosenka przewodnia filmu "Podróże z Albertem"]
- 2024 – Kinga Zawodnik: Baw się

### Autorka tekstów w albumach
- 2015 – Bezpieczne dziecko w bezpiecznym świecie[36] (wydawca: Warner Music Poland)
- 2017 – Retrybucja (wydawca: Beata Ejzenhart)

### Autorka tekstów dla dzieci
- 2015 – Trzy Kolory
- 2015 – Kołysanka dla Klaudii i Amelki
- 2015 – Zebra, czyli przejście dla pieszych
- 2017 – Zdrojek i przyjaciele: Mamo, tato wolę wodę
- 2018 – Iwona Węgrowska: Lilia
- 2018 – Z Dumorysiem zwiedzamy Polskę
- 2019 – Fiku Miku na nocniku
- 2019 – Pan kibelek
- 2019 – Sara's lullaby
- 2023 – Am! Mniam! Mniam!
- 2023 – Mama zawsze taka kochana
- 2023 – Mój tata jest supermenem
- 2023 – Moi Rodzice
- 2023 – Przyjaciel zwierzak
- 2024 – Babcia, dobra wróżka

## Nagrody
- 2018 – XX Międzynarodowe Warsztaty Piosenki ZAKR, podczas XXI Międzynarodowego Festiwalu Polskiej Piosenki Malwy: Nagroda za tekst i kompozycję dla najbardziej wartościowej piosenki premierowej za utwór „Na granicy snu”[37]